# Iosif Genesios
Genesius (în limba greacă: Γενἐσιος, Genesios) reprezintă numele convențional atribuit unui anonim grec din secolul al X-lea, autor al cronicii Despre domnia împăraților. Numele său mic este uneori considerat a fi Iosif, fiind combinat cu un anume "Iosif Genesius" citat în preambulul cronicii Ioan Skylitzes.
Compusă la curtea împăratului Constantin al VII-lea (913-959), cronica începe cu anul 814, acoperă perioada celui de al doilea iconoclasm bizantin și se încheie cu anul 886. Scrierea prezintă evenimentele din perspectiva dinastiei macedonene, deși cu o tentă mai puțin marcantp decât în autori precum Continuatorul lui Teofan Mărturisitorul, o colecție de cronici în majoritate anonime menite să continue opera lui Teofan Mărturisitorul.
Cronica "Genesius" descrie în detaliu domniile celor patru împărați de la Leon al V-lea Armeanul până la Mihail al III-lea; ea este realizată într-o formă abreviată pentru perioada împăratului Vasile I Macedoneanul. Autorul anonim utilizează ca sursă Viața lui Vasile scrisă de împăratul Constantin al VII-lea Porfirogenetul, deși se pare că el ar fi încheiat lucrul anterior continuatorului lui Teofan și oferă unele informații care nu figurează nici în acesta din urmă și nici în cronica lui Ioan Skylitzes.
În relatarea lui Genesios despre răscoala lui Toma Slavul din anul 821 apar menționați geții. Referirea la geți (vlahi) este una dintre cele mai vechi din istoria bizantină